# Humularia
Genre
Humularia est un genre de plantes à fleurs dicotylédones de la famille des Fabaceae, sous-famille des Faboideae, originaire d'Afrique tropicale, qui comprend une trentaine d'espèces acceptées.

## Liste d'espèces
Selon The Plant List (7 novembre 2018) :
- Humularia affinis (De Wild.) P.A.Duvign.
- Humularia anceps P.A.Duvign.
- Humularia apiculata (De Wild.) P.A.Duvign.
- Humularia bequaertii (De Wild.) P.A.Duvign.
- Humularia bifoliolata (Micheli) P.A.Duvign.
- Humularia callensii P.A.Duvign.
- Humularia chevalieri (De Wild.) P.A.Duvign.
- Humularia ciliato-denticulata (De Wild.) P.A.Duvign.
- Humularia corbisieri (De Wild.) P.A.Duvign.
- Humularia descampsii (De Wild. & T.Durand) P.A.Duvig
- Humularia drepanocephala (Baker) P.A.Duvign.
- Humularia duvigneaudii Symoens
- Humularia elegantula P.A.Duvign.
- Humularia elisabethvilleana (De Wild.) P.A.Duvign.
- Humularia flabelliformis P.A.Duvign.
- Humularia kapiriensis (De Wild.) P.A.Duvign.
- Humularia kassneri (De Wild.) P.A.Duvign.
- Humularia katangensis (De Wild.) P.A.Duvign.
- Humularia ledermannii (De Wild.) P.A.Duvign.
- Humularia magnistipulata Torre
- Humularia mendoncae (Baker) P.A.Duvign.
- Humularia meyeri-johannis (Harms & De Wild.) P.A.Duvign.
- Humularia minima (Hutch.) P.A.Duvign.
- Humularia multifoliolata Verdc.
- Humularia pseudaeschynomene Verdc.
- Humularia renieri (De Wild.) P.A.Duvign.
- Humularia rosea (De Wild.) P.A.Duvign.
- Humularia submarginalis Verdc.
- Humularia sudanica P.A.Duvign.
- Humularia tenuis P.A.Duvign.
- Humularia upembae P.A.Duvign.
- Humularia welwitschii (Taub.) P.A.Duvign.
- Humularia wittei P.A.Duvign.